# Stam (biologie)
In de biologie is een stam (Oudgrieks φυλον, via Latijn: phylum, in het Nederlands ook fylum) een taxonomische rang of een taxon in die rang. De plantkunde spreekt van  afdeling of (Latijn) divisio.
In de taxonomie van Linnaeus was er geen sprake van phyla. Linnaeus deelde de dieren in zes klassen in, de Pisces, de vissen, Amphibia, amfibieën en reptielen, Aves, de vogels, Mammalia, de zoogdieren, Insecta, de insecten, en de Vermes, de restgroep met wormen en andere dieren en vormen van bestaan. De vier eerstgenoemde klassen worden samen met nog enkele groepen nu ondergebracht in de stam van Chordadieren, de insecten vormen een onderdeel van de geleedpotigen en de Vermes zijn opgesplitst in een groot aantal stammen. Er worden bij de dieren in totaal zo'n 35 stammen onderscheiden, die ook weer op diverse hogere niveaus worden gegroepeerd. Het precieze aantal stammen hangt van de auteur af.

## Bacteriestam
Bij de bacteriën worden verschillende stammen onderscheiden. 'Stam' wordt hier vermeden, want 'stam' heeft hier nog een andere, niet-taxonomische betekenis, die hiërarchisch gezien nog lager dan een soort ligt. Zo wordt met stam een reincultuur of isolaat aangeduid die van andere isolaten kan worden onderscheiden op basis van morfologische of genetische eigenschappen. Een reincultuur is een cultuur van bacteriën die zuiver is, in de betekenis dat alle bacteriën in die cultuur afstammen van één enkele bacteriële kolonie.